# Tschegdomyn
Tschegdomyn (russisch Чегдомын) ist eine Siedlung städtischen Typs in der Region Chabarowsk im Fernen Osten Russlands. Sie hat 11.895 Einwohner (Stand 1. Oktober 2021).

## Geographie
Die Siedlung liegt am Westrand des Burejagebirges im Tal des gleichnamigen Flusses Tschegdomyn, der unweit in den Bureja-Nebenfluss Urgal mündet. Tschegdomyn liegt etwa 340 Kilometer (Luftlinie) nordwestlich der Regionshauptstadt Chabarowsk.
Die Siedlung ist Verwaltungszentrum des Rajons Werchnjaja Bureja (Obere Bureja). Sie besteht aus zwei relativ getrennten Ortsteilen im Tal des Tschegdomyn-Flusses sowie auf dem Höhenzug zwischen Tschegdomyn und Urgal.

## Geschichte
Der Ort wurde 1939 gegründet, als man hier mit der Erschließung von Steinkohlevorkommen begann. Zugleich wurde der Bau einer Eisenbahnstrecke nach Tschegdomyn in Angriff genommen, ausgehend von Iswestkowy (Station Iswestkowaja) an der Transsibirischen Eisenbahn. Zum Beginn des Deutsch-Sowjetischen Krieges 1941 war die Strecke praktisch fertiggestellt, wurde aber 1942–1943 demontiert, da man das Material für kriegswichtigere Strecken benötigte.
Nach Kriegsende wurde die Bahnstrecke wiederhergestellt und 1951 in Betrieb genommen. 1948 wurde die Kohleförderung wieder aufgenommen, und 1949 erhielt Tschegdomyn den Status einer Siedlung städtischen Typs. 1956 wurde das Verwaltungszentrum des seit 1927 bestehenden, 63.600 km² großen Rajons Werchnebureinski von Sredny Urgal, das diese Funktion seit 1943 innehatte, nach Tschegdomyn verlegt.

### Bevölkerungsentwicklung
| Jahr | Einwohner |
| ---- | --------- |
| 1959 | 09.159    |
| 1970 | 16.499    |
| 1979 | 19.102    |
| 1989 | 20.347    |
| 2002 | 15.303    |
| 2010 | 13.048    |
| 2021 | 11.895    |

Anmerkung: Volkszählungsdaten

## Wirtschaft und Infrastruktur
Ortsbildend ist die Steinkohleförderung durch Urgalugol („Urgal-Kohle“), das heute zur Sibirischen Kohle-Energie-Gesellschaft (SUEK, englisch Siberian Coal Energy Company) gehört. Daneben gibt es Forstwirtschaftsbetriebe.
Tschegdomyn ist Endpunkt einer 356 Kilometer langen, von der Station Iswestkowaja der Transsibirischen Eisenbahn ausgehenden Eisenbahnstrecke. Diese wird seit den 1980er Jahren wenig westlich, bei Urgal und Nowy Urgal, von der Baikal-Amur-Magistrale gekreuzt.
Tschegdomyn ist an die BAM folgende Straße angebunden, von der ab hier eine 180 Kilometer lange Straße zur Siedlung Sofijsk im äußersten Norden des Rajons führt. Am Westrand der Siedlung liegt ein kleiner Flughafen, der heute (Stand 2008) jedoch nicht regulär angeflogen wird.